# フランチェスコ・マリア・ヴェラチーニ

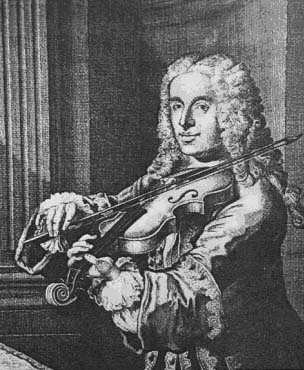
演奏するヴェラチーニ

フランチェスコ・マリア・ヴェラチーニ（Francesco Maria Veracini, 1690年2月1日 - 1768年10月31日）はイタリア後期バロック音楽のヴァイオリニスト・作曲家。

## 生涯
フィレンツェに薬剤師の家庭に生まれる。叔父アントニオにヴァイオリンを学び、しばしばともに共演するようになる。1711年にヴェネツィアで《8つの楽器のためのコンチェルト》を作曲し、神聖ローマ皇帝カール6世のための祭礼で演奏される。伝説によると、1712年にタルティーニがヴェラチーニの演奏を聴き、感銘のあまりに自分の演奏技巧を不甲斐なく思い、アンコナに逃げ帰って自宅に閉じこもり、室内で練習に励んだという。
1714年にロンドンに行き、王立劇場でオペラの幕間にヴァイオリンの演奏を行なった。1716年にヴェネツィアに戻り、ザクセン選帝侯の王子フリードリヒ・アウグストに献呈されることとなる《ヴァイオリンまたはリコーダーと通奏低音のための12のソナタ》を作曲。フリードリヒ・アウグストの居城に室内楽奏者として迎えられ、ドレスデンの歌劇場のために、イタリア人歌手の補充を仰せ付かった。1721年に、王子に献呈されたもう一つのソナタ集《ヴァイオリンと通奏低音のための12のソナタ　作品1》を作曲。不幸にも、宮廷内にはヴェラチーニに対する敵意が渦巻いており、1722年に舞台上でヨハン・ダーフィト・ハイニヒェンや歌手セネジーノとの口論に巻き込まれ、三階席の窓からヴェラチーニは飛び出してしまう。それからヴェラチーニは一生片足が不自由なまま歩くことになった。1723年に郷里のフィレンツェに戻り、教会音楽の演奏に加わり、オラトリオを作曲した。この間、悪評を頂戴し、「頭がおかしい奴"capo pazzo" 」とあだ名された。
1733年にロンドンを再訪し、多くの演奏会に出演した。歌劇《シリアのハドリアヌス帝Adriano in Siria 》を作曲するが、長すぎるとの批評を受けた。1737年には、ピエトロ・メタスタージオの筋書きを焼き直したコッリの台本によって《ティトゥス帝の慈悲La Clemenza di Tito 》を作曲。1738年に、シェークスピア劇『お気に召すまま』に基づき、最後の歌劇《ロザリンダRosalinda 》を作曲。1744年に（オラトリオ《L'errore di Salomono 》の上演と同年に）上演されるが、失敗に終わり、ロンドンを去ることになった。
ドーヴァー海峡で海難事故を生き延びた末にフィレンツェに戻り、サン・パンクラツィオ教会と、（叔父が仕えていた）サン・ガエターノ教会の楽長に任命され、教会音楽に専念することになる。後半生はほとんど指揮者として務めたが、たまにヴァイオリニストとして出演することもあった。フィレンツェで他界した。

## 音楽
ヴェラチーニはヴァイオリン・ソナタや歌劇、オラトリオのほかに、ヴァイオリン協奏曲やリコーダーと通奏低音のためのソナタ、「序曲」こと管弦楽組曲も作曲した。6つの「序曲」は、ドレスデンのフリードリヒ・アウグスト王子のために作曲され、そのうち最後の変ホ長調の「序曲」は、ユニゾンで演奏されるメヌエット楽章が挿入されて目立っている。対位法に関する論文も著している（『音楽の実践の勝利Il trionfo della pratica musicale 』）。他の作曲家の作品の校訂もしており、その際に独自の「改良」を加えている。